# 莫里斯角
莫里斯角（英語：Morris Point），是南極洲的海岬，位於南喬治亞群島的伯德島南部，處於皮爾遜角以東1公里，由英國南極名稱諮詢委員會命名，由英國海外領土管轄。